# Cầu Tự do (Budapest)
Cầu Tự do (tiếng Hungary: Szabadság híd) là một trong những cây cầu đường bộ nổi tiếng ở Budapest, Hungary. Cây cầu này bắc qua sông Danube để nối liền giữa hai khu vực Buda và Pest. Ở hai đầu cầu là hai quảng trường công cộng (Gellért tér và Fővám tér). Cầu có chiều dài là 333,6 mét và chiều rộng đạt 20,1 mét. Trên các trụ của cây cầu là 4 cột chống được trang trí bằng quốc huy Hungary và những bức tượng chim Turul bằng đồng (Turul là một loài giống chim ưng trong thần thoại Hungary cổ đại). Cầu Tự do là cây cầu ngắn nhất ở trung tâm thủ đô Budapest.

## Lịch sử
Cầu Tự do ở Budapest được xây dựng trong giai đoạn 1894 - 1896, dựa theo bản thiết kế của kiến trúc sư János Feketeházy. Công trình này được khai trương trước sự chứng kiến của Hoàng đế Franz Joseph I.
Trong Chiến tranh thế giới thứ hai, cầu  bị hư hại nặng nề, nên sau đó được tái thiết lại. Công việc tái thiết cầu bắt đầu vào mùa xuân năm 1946, do kỹ sư Pál Sávoly đảm nhiệm. Cầu được thông xe lại vào ngày 20 tháng 8 năm 1946, đồng thời được đặt tên là Cầu Tự do (Szabadság híd) như hiện nay. Tuy nhiên, sau khi cầu được tái thiết, màu xanh lá vốn có của cây cầu đã được đổi lại thành màu xám. Cầu Tự do phục hồi lại màu xanh lá duyên dáng vào các năm 1980 và năm 1986.

## Hình ảnh

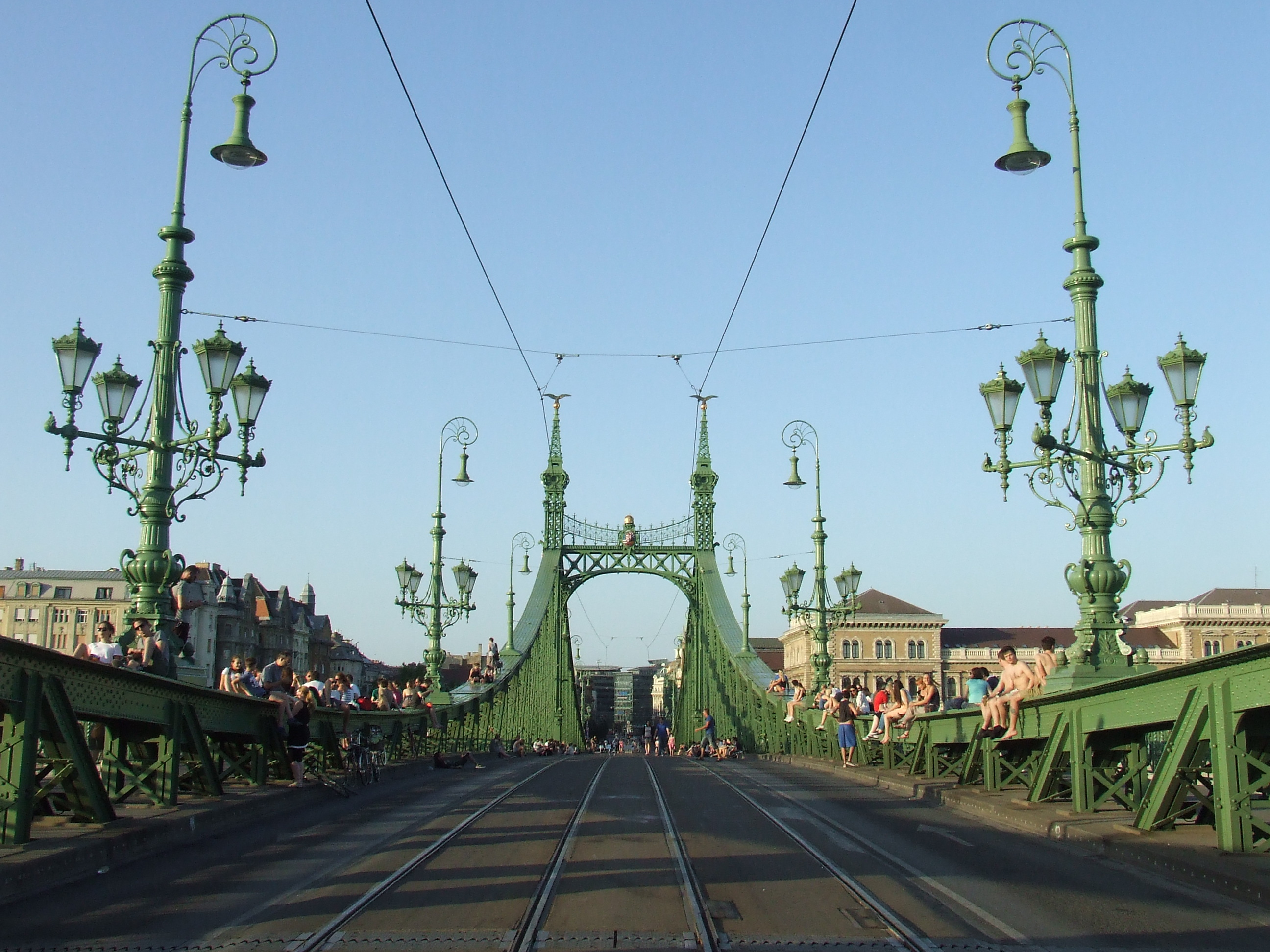
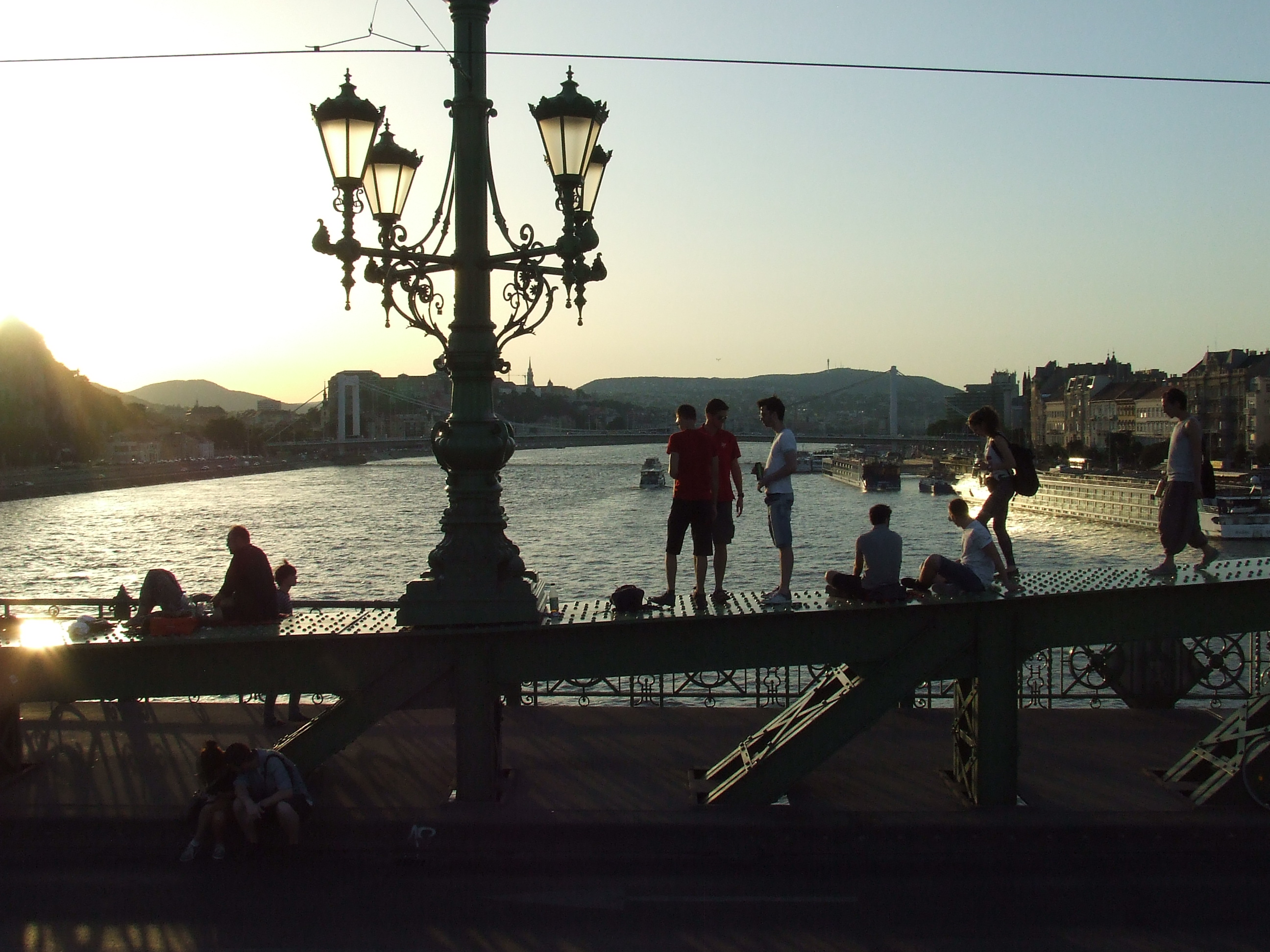
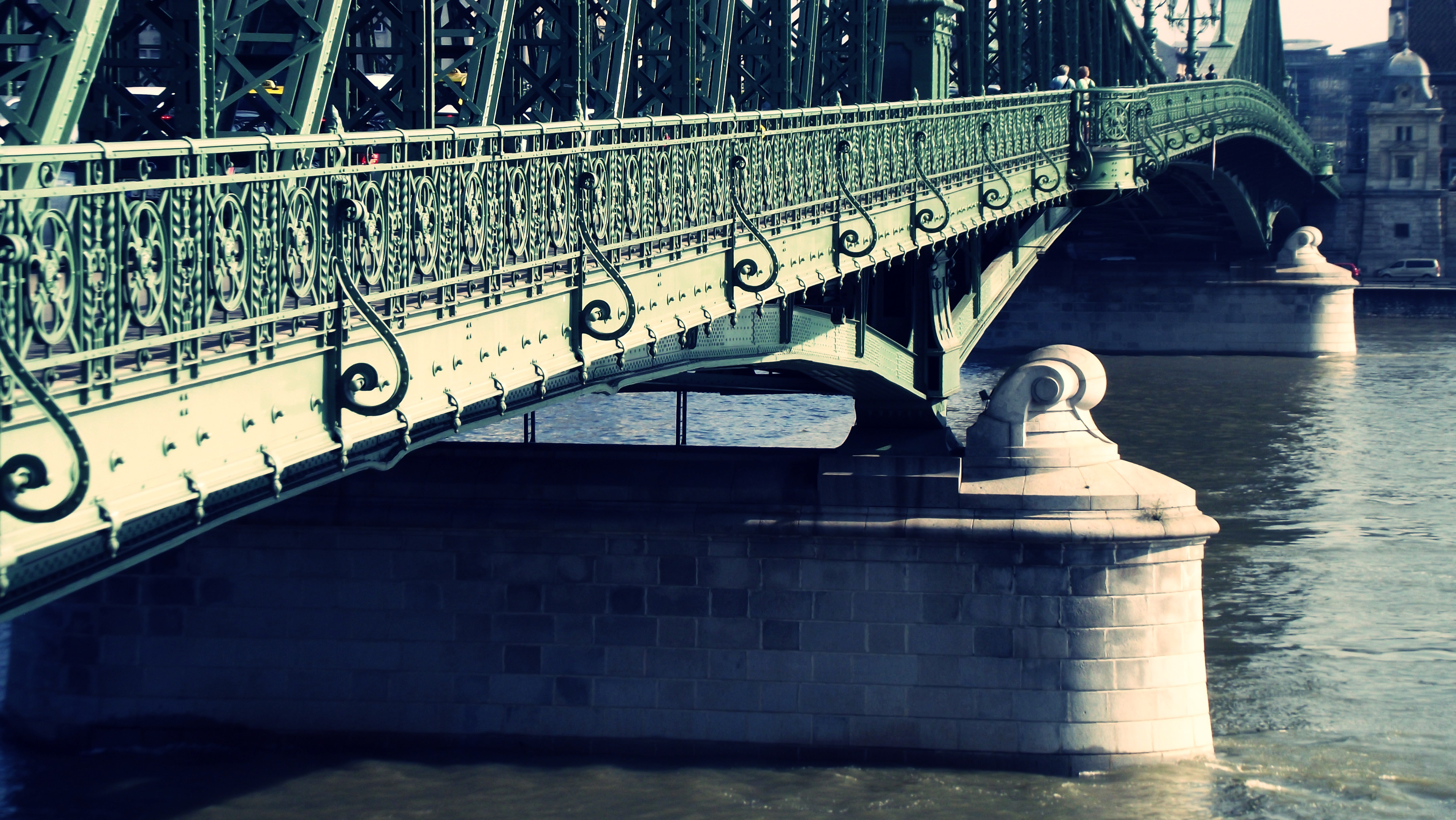